# جانانلو
جانانلو هي قرية في مقاطعة خدا أفرين، إيران. عدد سكان هذه القرية هو 604 في سنة 2006.